# Kersti Kaljulaid

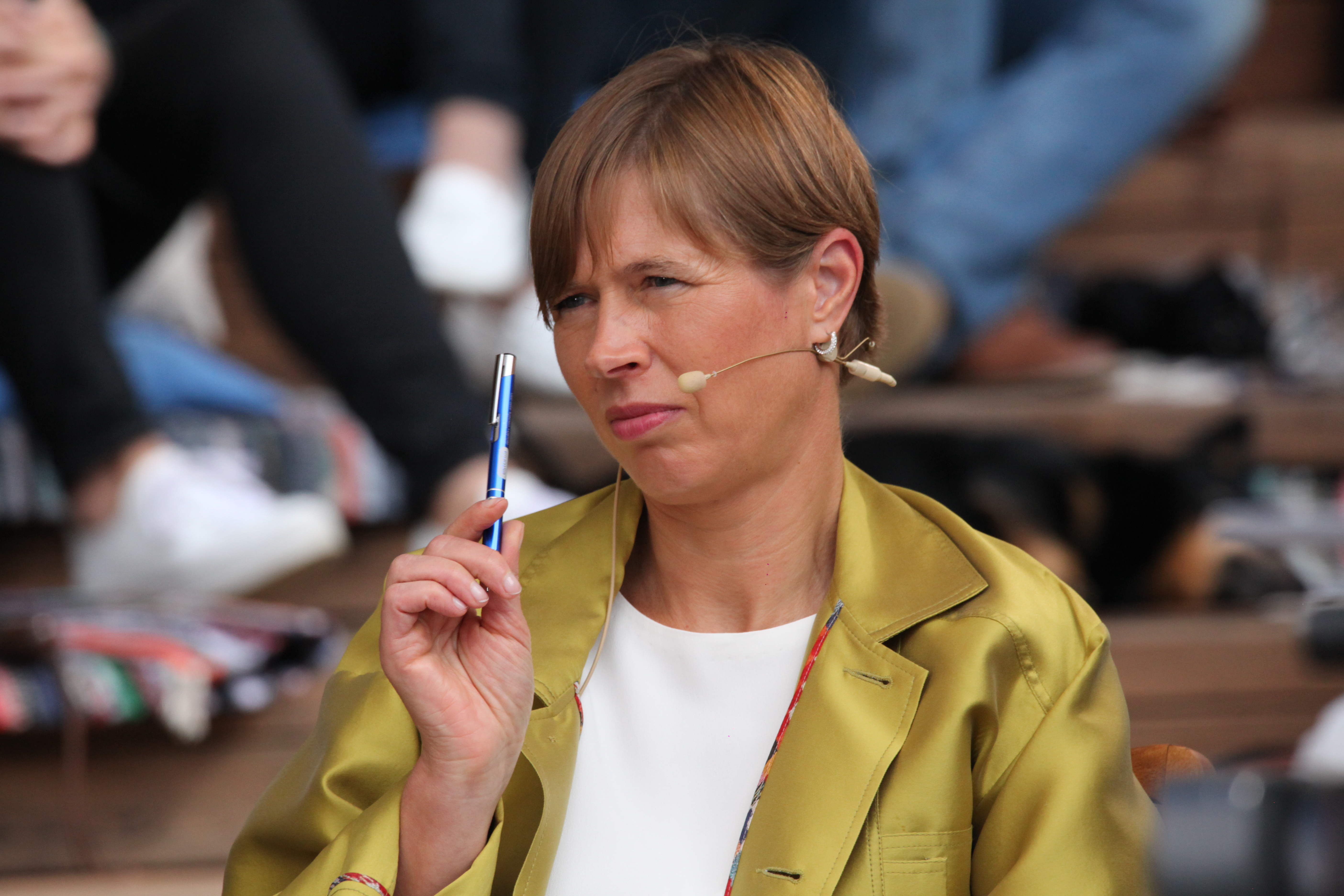
Kersti Kaljulaid (2021)

Kersti Kaljulaid (Tartu, 30 dicembre 1969) è una politica estone, presidente della Repubblica dell'Estonia dal 10 ottobre 2016 all'11 ottobre 2021.

## Biografia
Diplomata nel 1987 presso la scuola secondaria n. 44 di Tallinn, durante gli studi superiori è stata membro dell'associazione scientifica studentesca. Nel 1992, si laureò in biologia preso l'Università di Tartu. Nel 2001 ottenne un Master in business administration presso l'università di Tartu con una tesi in inglese intitolata "The improvement of the management system of state-founded foundations".
Dal 1996 al 1997 è stata direttore vendite presso la società statale Eesti Telefon e dal 1997 al 1998 project manager della Hoiupanga Investeeringute AS. Dal 1998 al 1999 ha lavorato presso la divisione investment banking della Hansabank Dal 1999 al 2002 è stata consigliere economico del Primo ministro estone Mart Laar. Dal 2002 al 2004 è stata direttore della Iru Power Plant che fa parte dell'azienda energetica statale estone Eesti Energia. È stata la prima donna a dirigere una centrale elettrica in Estonia.
Nel 2004, quando l'Estonia entrò nell'Unione Europea fu nominata rappresentante estone presso la Corte dei conti europea. Dal 2011, Kersti Kaljulaid è il presidente del consiglio di amministrazione dell'Università di Tartu.
Durante le elezioni presidenziali estoni del 2016, dopo tre votazioni parlamentari e due consultazioni elettorali tramite un collegio composto da parlamentari e esponenti degli enti locali estoni nessuno dei candidati riuscì a raggiungere la maggioranza richiesta, il voto tornò quindi al Riigikogu. Un gruppo di parlamentari tra i quali il presidente, il vicepresidente e i rappresentanti di tutti i partiti dei partiti chiesero a Kersti Kaljulaid di presentarsi come candidata. 
La candidatura divenne ufficiale il 30 settembre. Il 3 ottobre 2016 venne eletta con 81 voti a favore, 17 astenuti e nessun voto contrario, l'unico partito che dichiarò pubblicamente che non avrebbe appoggiato la sua candidatura è stato il Partito Popolare Conservatore Estone con soli 7 voti in parlamento.

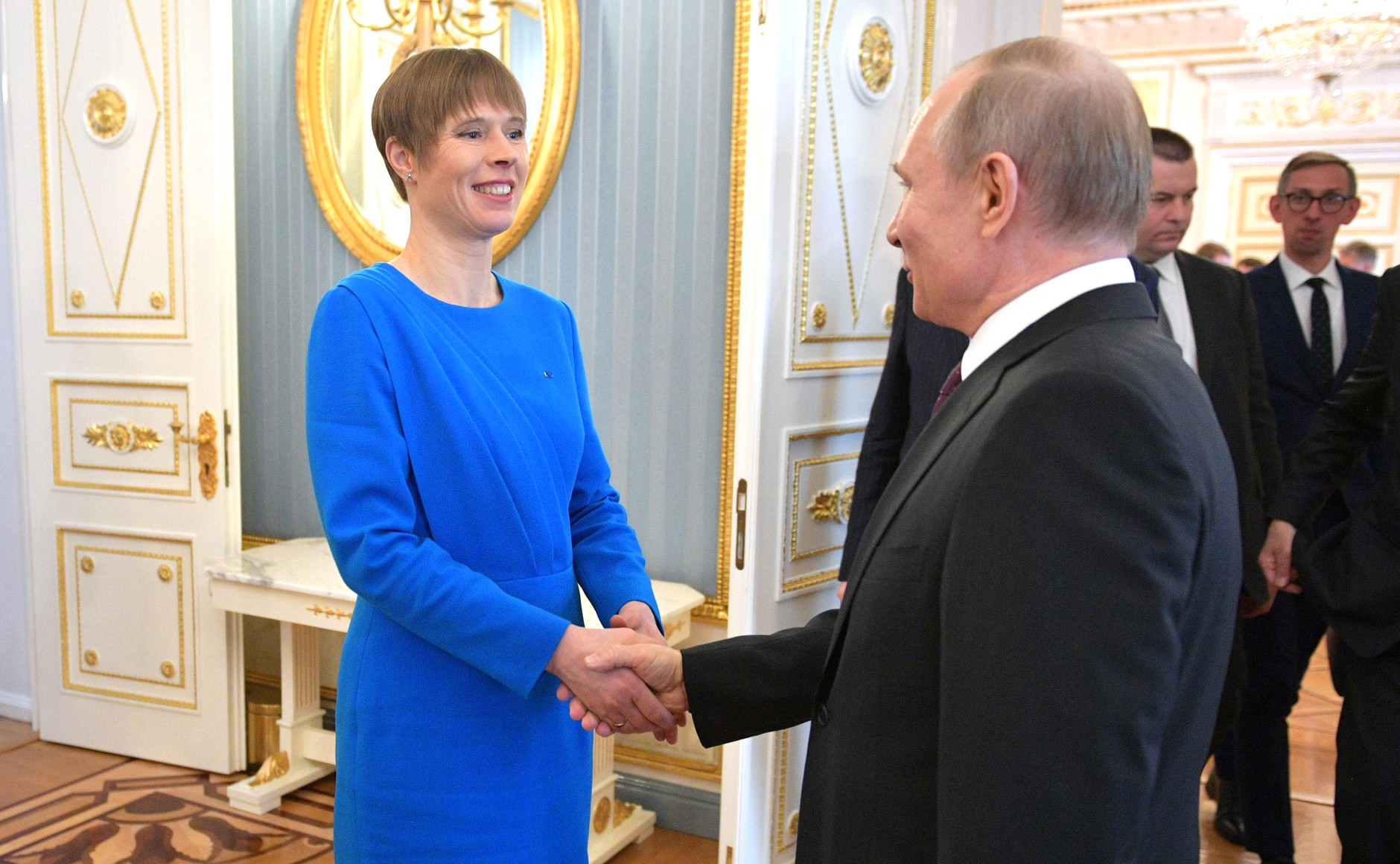
Kaljulaid con Vladimir Putin nell'aprile 2019

È la prima capo di Stato donna dell'Estonia da quando il paese ha dichiarato l'indipendenza nel 1918 ed è anche la più giovane persona ad occupare quel ruolo, a 46 anni.
Nel 2017 è diventata la prima estone ad essere inclusa nella lista delle 100 donne più potenti della rivista Forbes, posizionata al 78º posto ed è classificata ventiduesima tra le più influenti leader politiche femminili.
Termina il mandato presidenziale nel 2021.

## Vita privata
Kersi Kaljulaid è sposata e ha quattro figli. Due dal primo matrimonio (è già nonna)  e due dal secondo con Georgi-Rene Maksimovski.